# Ubuntu MATE
Ubuntu MATE är en fri Linuxdistribution baserad på, och en av Canonical Ltd. erkänd variant av, Ubuntu. Källkoden är öppen. Den huvudsakliga skillnaden från Ubuntu är användandet av skrivbordsmiljön MATE som standard, istället för Gnome 3, den skrivbordsmiljö som Ubuntu använder. MATE är en fork av GNOME 2, den senare var standard i Ubuntu till och med version 10.10.

## Historia
Ubuntu MATE-projektet grundades av Martin Wimpress och Alan Pope som en inofficiell variant av Ubuntu. Den första versionen baserades på Ubuntu 14.10, följt av en version baserad på 14.04 LTS ("long-term support", en version med förlängd support, i detta fall till 2019). I februari 2015 erkände Canonical Ltd., företaget bakom Ubuntu, Ubuntu MATE som en officiell version av Ubuntu från och med version 15.04.
I april 2015 annonserades ett samarbete med den brittiska datoråterförsäljaren Entroware, där återförsäljaren skulle sälja datorer med Ubuntu MATE förinstallerat och tillhandahålla full support. Ytterligare samarbeten har sedan dess inletts.